# Генріх фон Ольшевський
Людвіг Генріх Густав Серафим фон Ольшевський (нім. Ludwig Heinrich Gustav Seraphim von Olszewski; 22 червня 1823, Кенігсберг — 22 травня 1918, Берлін) — прусський генерал-лейтенант.

## Життєпис
Батьками Генріха були Генріх Серафим фон Ольшевський (1794–1837) і Малвін Маргарет (при народженні фон Бачко) (1802–1883). Батько служив гауптманом a. D., останнім у 3-му піхотному полку. Братами Генріха були: прусські генерал-лейтенант Адольф фон Ольшевський (1828–1907) та генерал-майор Євген фон Ольшевський (1826–1908).

### Військова служба
Ольшевський навчався у державній школі свого рідного міста та в кадетському будинку Берліна. Потім 9 серпня 1840 р. його було прийнято на посаду другого лейтенанта до 3-го піхотного полку прусської армії. З квітня по червень 1843 р., Ольшевський був заступником ад'ютанта 1-го батальйону 3-го полку ландверу в Інстербурзі. З жовтня 1844 р. Ольшевський три роки навчався у Прусській військовій академії, яку закінчив із відзнакою. Після цього за наказом був відправлений на стрілецьку фабрику в Земмерді та до Тригонометричного відділу генерального штабу Німеччини. З жовтня 1853 р. до середини серпня 1856 р. Ольшевський був викладачем школи об’єднаної дивізії 1-го армійського корпусу, отримав звання Оберлейтенанта, а потім став командиром роти 2-го батальйону 3-го полку ландверу в Ґумбіннені. За патентом від 27 березня 1858 р., він отримав звання капітана 10 квітня 1858 р. та призначений командиром роти 14 січня 1860 р. Командиром роти його було призначено до щойно створеного 3-го зведеного піхотного полку у травні 1860 р., який незабаром після цього став 6-м східнопрусським піхотним полком №43. Навесні 1866 р. Ольшевського перевели до 5-го східнопрусського піхотного полку №41 і того ж року, під час мобілізації на Німецькій війні було призначено командиром III батальйону у 1-му східнопрусському полку ландверу в Тільзиті.
Після мирної угоди Ольшевський, наприкінці жовтня 1866 р., отримав звання майора й 28 травня 1867 р. був призначений командиром стрілецького батальйону. 18070/71 р. Генріх брав участь в облозі Меца та Мезьєр під час війни проти Франції, битві при Нуассевілі, Ам'єні та Сен-Кантені. Після нагороди обома ступенями Залізного хреста, 20 січня 1873 р. він був призначений лейтенант-полковником для командування 4-м магдебурзьким піхотним полком №67 і 22 березня 1873 р. підвищений до полковника. З 14 січня 1879 р. по 11 березня 1881 р. зі званням генерал-майора, Ольшевський був командиром 43-ї піхотної бригади в м. Кассель, а потім командиром 4-ї гвардійської піхотної бригади в Берліні. З 28 липня 1881 р. був членом навчальної комісії Військової академії. 7 липня 1883 р. Ольшевський став командиром 20-ї дивізії. У середині серпня 1883 р. звільнений з посади члена навчальної комісії, а 6 грудня 1883 р. він отримав звання генерал-лейтенанта й призначений командиром дивізії у Ганновері. 4 грудня 1886 р. Ольшевський вийшов на пенсію та був нагороджений орденом Корони 1-го ступеня.
З нагоди 25-ї річниці битви при Сен-Кантені 19 січня 1896 року кайзер Вільгельм II нагородив його орденом Червоного Орла 1-го ступеня з дубовим листям. Після смерті, 26 травня 1918 року, його поховали на Інваліденфрідгофі у Берліні.

### Сім'я
20 серпня 1850 р. у Кенігсберзі Ольшевський був одружений з Еммою фон Фукс (1828–1903). Вона була донькою прусського генерал-лейтенанта Карла фон Фукса (1791–1874). Ольшевський мав двох синів:
- Макс Карл Серафим (* 1851) — прусський майор Мекленбурзького стрілецького полку Великого князівства «Кайзер Вільгельм» №90
- Герман Бернгард Серафим (* 1856) — прусський полковник генерального штабу.